# آمرزش (فیلم ۱۹۷۸)
آمرزش (به انگلیسی: Absolution) یک فیلم سینمایی انگلیسی در ژانر هیجان انگیز محصول سال ۱۹۷۸ به کارگردانی آنتونی پیج و توسط نویسنده آنتونی شیفر نوشته شده است. داستان این فیلم به کشیشی (با بازی ریچارد برتون) می‌پردازد که در مدرسهٔ پسرانه تدریس می‌کند. یکی از شاگردان مورد علاقه‌اش شوخی زننده‌ای با او می‌کند و در پی آن اتفاقاتی می‌افتد که باعث می‌شود زندگی کشیش از کنترل خارج شود.

## بازیگران
- ریچارد برتون در نقش پدر گودارد
- دامینیک گارد
- دای بردلی در نقش آرتور دایسون
- بیلی کانلی در نقش بلیکی
- اندرو کیر در نقش رئیس
- ویلبی گری به عنوان سرتیپ والش
- پرستون لاک‌وود به عنوان پدر هیبرت
- جیمز آتاوی به عنوان پدر متیز
- بروک ویلیامز به عنوان پدر کلارنس
- جان پولمن به عنوان پدر پیرس
- رابین سونز به عنوان پدر هنریسون
- تروو مارتینبه عنوان آقای گلدستون
- شارون دوس به عنوان لولا
- برایان گلاور به عنوان پلیس اول
- هیلاری میسون

## توضیحات
این اثر سینمایی در سال ۱۹۷۸ در انگلستان به نمایش درآمد و در سال ۱۹۸۱ به اکران عمومی رسید اما به دلایل قانونی تا سال ۱۹۸۸، چهار سال پس از مرگ بارتون، در ایالات متحده منتشر نشد.